# Łuza

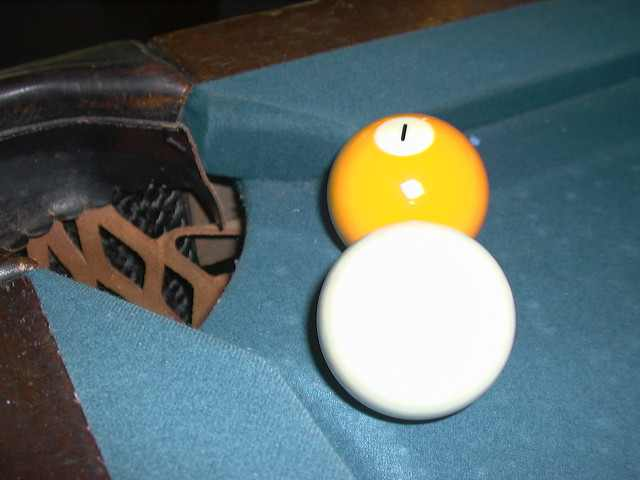
Dwie bile bilardowe przy łuzie

Łuza, nazywana również rękawem (ang. pocket, dosłownie „kieszeń”) to w terminologii bilardowej otwór umieszczony na krawędziach stołu bilardowego, do którego powinno się wbijać bile. Zwykły stół bilardowy ma sześć łuz. Niektóre odmiany bilardu (np. karambol) w ogóle nie mają łuz.
Łuzy po raz pierwszy pojawiły się w bilardach amerykańskich w XIX wieku.
W profesjonalnych stołach snookerowych pod płytą znajduje się elektryczna prowadnica, która oddziela wbite do łuzy czerwone bile (które po wbiciu nie wracają już na stół) od innych bil, które w trakcie gry na niego wracają. Ułatwia to sędziemu szybkie wyciągnięcie właściwej bili spod stołu.